# Le Bugue
Le Bugue är en kommun i departementet Dordogne i regionen Nouvelle-Aquitaine i sydvästra Frankrike. Kommunen ligger i kantonen Le Bugue som tillhör arrondissementet Sarlat-la-Canéda. År 2022 hade Le Bugue 2 638 invånare.

## Befolkningsutveckling
Antalet invånare i kommunen Le Bugue
Referens:INSEE